# Žinkovy
Žinkovy (in tedesco Schinkau) è un comune mercato della Repubblica Ceca facente parte del distretto di Plzeň-jih, nella regione di Plzeň.